# Kněžský oděv (římskokatolická církev)

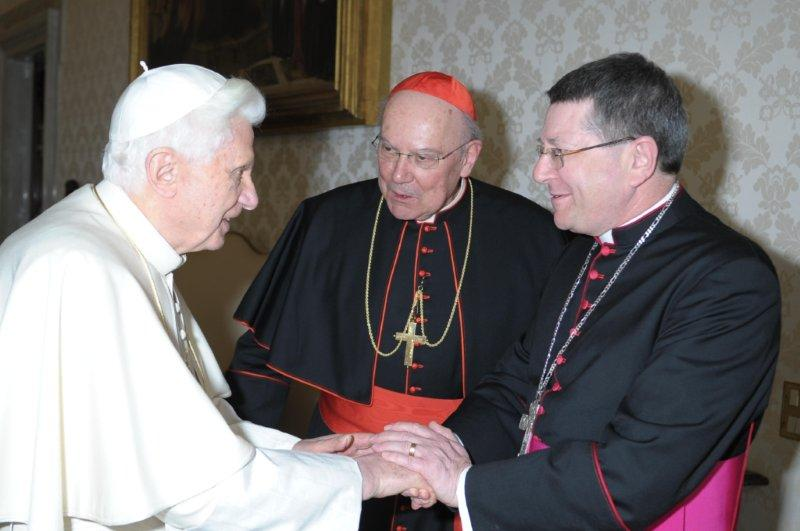
Zleva papež Benedikt XVI., kardinál Levada a apoštolský protonotář Newton v klerikách

Tento článek pojednává o kněžském oděvu mimoliturgickém, tedy o takovém oblečení, které není římskokatolickým klérem nošeno pro aktivní slavení liturgických obřadů. Kněžský oděv má za sebou nesmírně dlouhý vývoj a naposledy byl kodifikován po II. vatikánském koncilu.

## Typy oděvu
Dokumenty a instrukce vatikánského státního sekretariátu a různých kongregací rozlišují tři řady kněžského mimoliturgického oděvu:

### Chórový oděv
Chórový oděv (lat. habitus choralis) je předepsán pro preláty, kaplana Jeho Svatosti a kanovníky. Užívá se pro všechny veřejné liturgické slavnosti. Tato forma klerického oděvu by se měla nosit vždy, když se osoba oprávněná k jeho užívání veřejně přesouvá do kostela nebo z něj, je přítomna na mši (ale není celebrantem ani koncelebrantem) a jiných liturgických událostech. Osoby na nižších příčkách v církevní hierarchii tento oděv de iure nemají, avšak k příležitostem, ke kterým preláti aj. nosí chórový oděv, si například řadoví kněží oblékají přes černou kleriku rochetu a nosí biret.
Základní složkou chórového oděvu je chórová klerika (klerika v hierarchické barvě, která přísluší jejímu nositeli v hierarchických strukturách Římskokatolické církve), mozeta, rocheta nebo biret.

Kardinál
Biskup
Vyšší prelát Římské kurie a apoštolský protonotář de numero
Apoštolský protonotář supra numerum, čestný prelát
Kaplan Jeho Svatosti
Kanovníci (rozličné části oděvu dle dané kapituly)
Kněz, jáhen nebo seminarista

### Piánský oděv
Druhá forma kněžského oděvu, oděv „piánský“ (it. abito piano), má svůj název odvozen od papeže Pia IX., který nařídil užívání tohoto oblečení pro papežské audience, a různé slavnostní mimoliturgické příležitosti. Duchovní si tento oděv oblékají například při recepcích, audiencích, slavnostních večeřích, koncertech, rovněž při významných společenských událostech.
Od chórového oděvu se ten piánský liší především striktním nenošením chórové kleriky a rochety. Duchovní (včetně kněží) mohou oděv doplnit černým klerickým kloboukem nebo biretem v odpovídající hierarchické barvě. K mimořádně slavnostním příležitostem se nosí ještě ferraiolo nebo jiný reprezentativní plášť (cappa).

Kardinál (často s expositoriem)
Biskup (často s expositoriem)
Kaplan Jeho Svatosti, apoštolský protonotář, čestný prelát
Kněz

### Každodenní oděv
Jedná se o neformální oděv kléru, který směl být dříve nošen jen doma, nikdy na veřejnosti. Dnes se ale často užívá namísto oděvu piánského. Obecně se tento druh oděvu skládá z kleriky (nemusí mít lemování v odpovídající hierarchické barvě) a kolárku. Je však svěřeno do rukou místních biskupských konferencí, aby v tom kterém regionu předepsala (nebo nepředepsala) povinný vhodný oděv místního kléru ke každodennímu nošení.

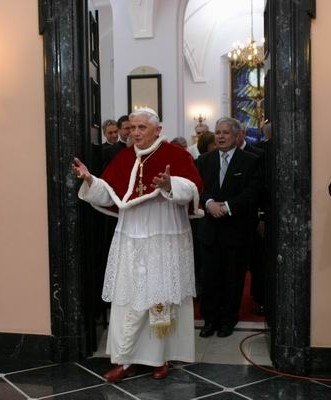
Benedikt XVI. v bílé klerice, rochetě a papežské zimní mozetě.

## Oděv papeže

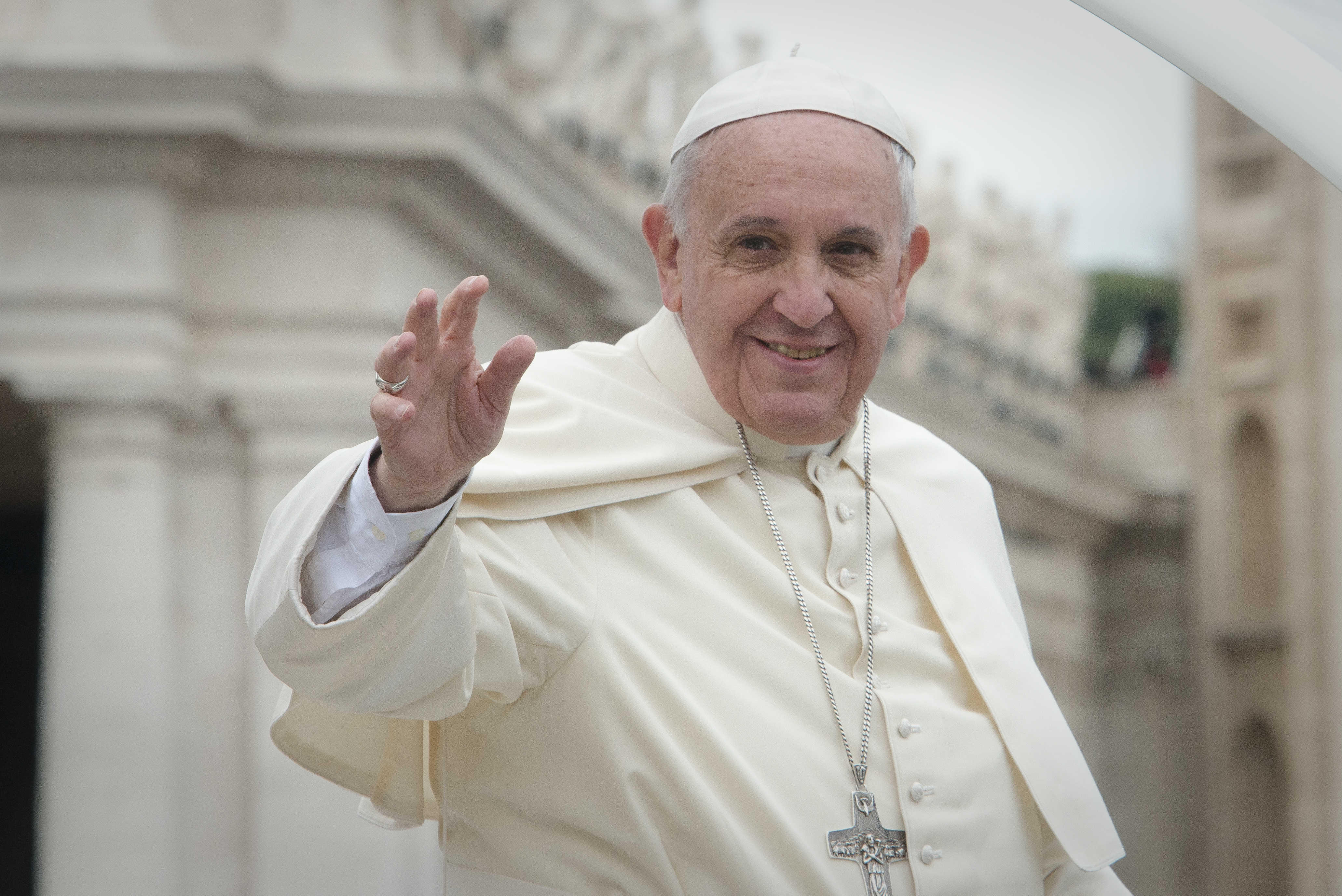
Papež František v bílé klerice, bílém expositoriu canonicale, na řetězu stříbrný pektorál, na hlavě bílé solideo.

Papež, jako nejvyšší zákonodárce v rámci církevního práva, není v mimoliturgickém oblékání omezen žádným právním předpisem. Papeži náleží k nošení bílá klerika, většinou doplněna expositoriem canonicale. Kleriku přepásává bílým cingulem v podobě šerpy s vyšitým papežským znakem a s třásněmi. Rovněž papeži přísluší pektorální kříž, bílé solideo nebo několik druhů mozet. S oživením některých tradičních částí oděvu v papežském šatníku je spojen Benedikt XVI., který nosil camauro, červené papežské boty nebo například papežskou zimní mozetu.

## Oděv kardinála
Kardinálové (nehledě na jejich postavení v kolegiu kardinálů) se oblékají následovně:

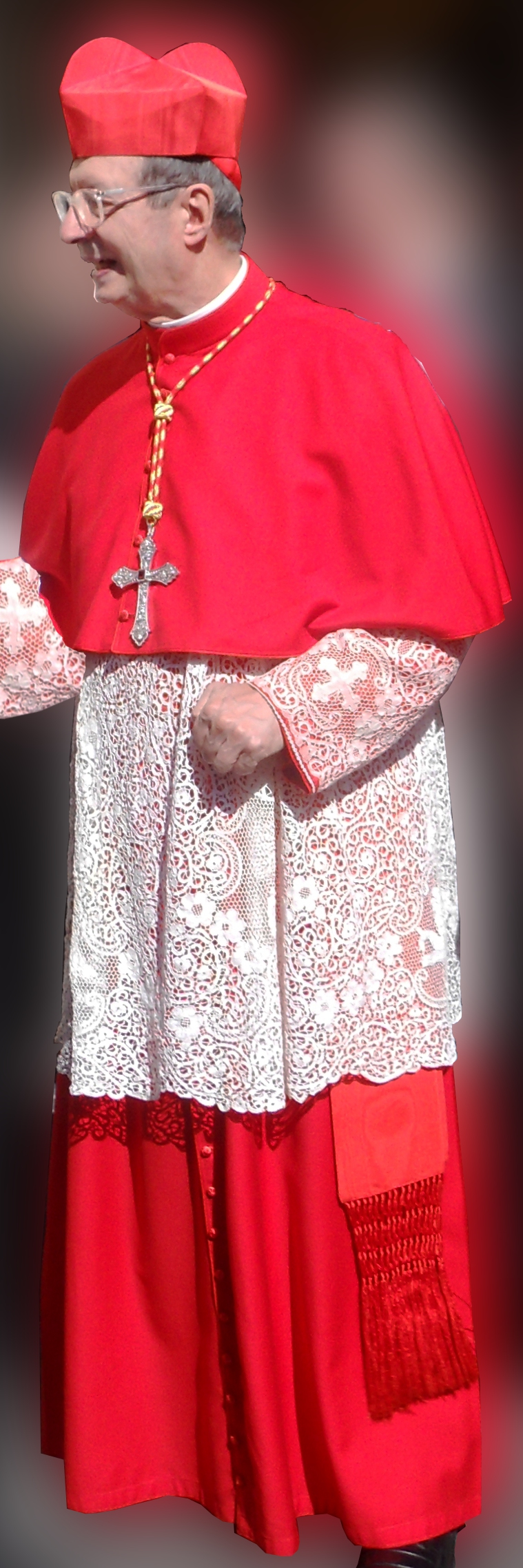
Kardinál Giovanni Lajolo chórovém oděvu.

### Chórový oděv
- červená chórová klerika
- kolárek, červené ponožky, černé boty bez spon
- červené cingulum (šerpa) s třásněmi
- rocheta
- pektorál na hedvábné šňůře prošívané zlatem
- červená mozeta (v případě opravdu slavnostní příležitosti cappa magna namísto mozety)
- solideo
- biret červené barvy bez střapce
- prsten

### Piánský oděv
- černá klerika (nebo zimarra) s červenými lemy
- kolárek
- červené cingulum s třásněmi
- pektorál na řetězu
- červené ferraiolo (nepovinné, jen při slavnostnějších příležitostech)
- červené solideo
- nepovinně černý klobouk (může být doplněn červenými šňůrkami se střapci nebo červeným biretem bez střapce)
- prsten

### Každodenní oděv
- černá klerika
- kolárek
- nepovinně cingulum s třásněmi
- pektorál na řetězu
- nepovinně červené solideo
- nepovinně pokrývka hlavy
- prsten

## Oděv biskupa
Podle následujícího schématu se oblékají patriarchové, arcibiskupové, biskupové (včetně titulárních) a preláti obecně.

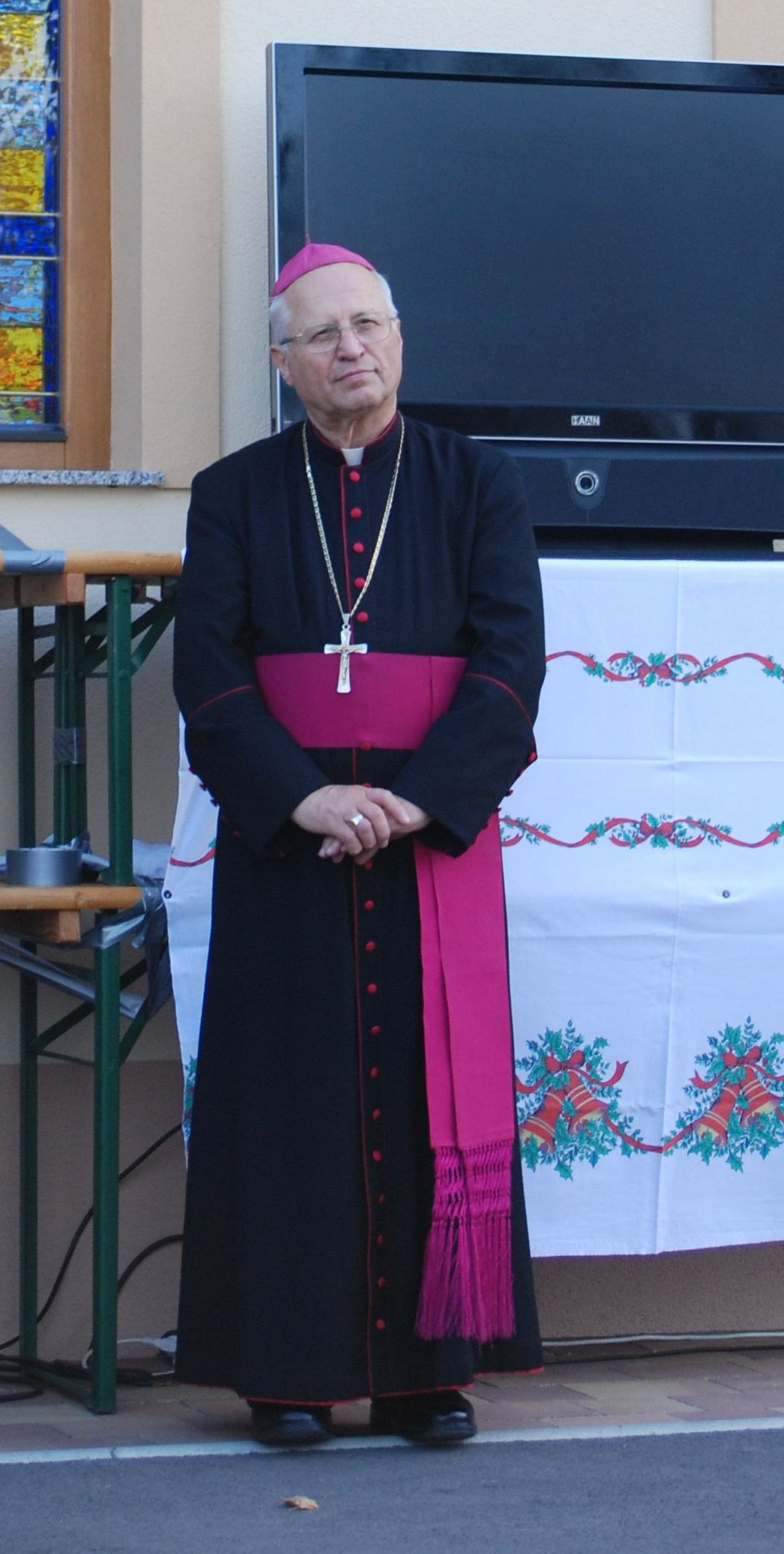
Biskup Andrej Glavan v piánském oděvu.

### Chórový oděv
- fialová chórová klerika
- kolárek, fialové ponožky, černé boty bez spony
- cingulum s třásněmi
- rocheta
- pektorál na zelené šňůrce prošívané zlatem
- fialová mozeta (v případě opravdu slavnostní příležitosti cappa magna namísto mozety)
- fialové solideo
- fialový biret s fialovým střapcem
- prsten

### Piánský oděv
- černá klerika (nebo zimarra) s fialovými lemy
- kolárek, černé nebo fialové ponožky, černé boty bez spony
- fialové cingulum s třásněmi
- pektorál na řetězu
- fialové ferraiolo (nepovinné, jen při slavnostnějších příležitostech)
- fialové solideo
- nepovinně černý klobouk se zeleným lemováním (může být doplněn zelenou šňůrou se střapci), případně méně formálně černý klobouk s fialovou šňůrkou a střapci nebo biret fialové barvy s fialovým střapcem
- prsten

### Každodenní oděv
- černá klerika

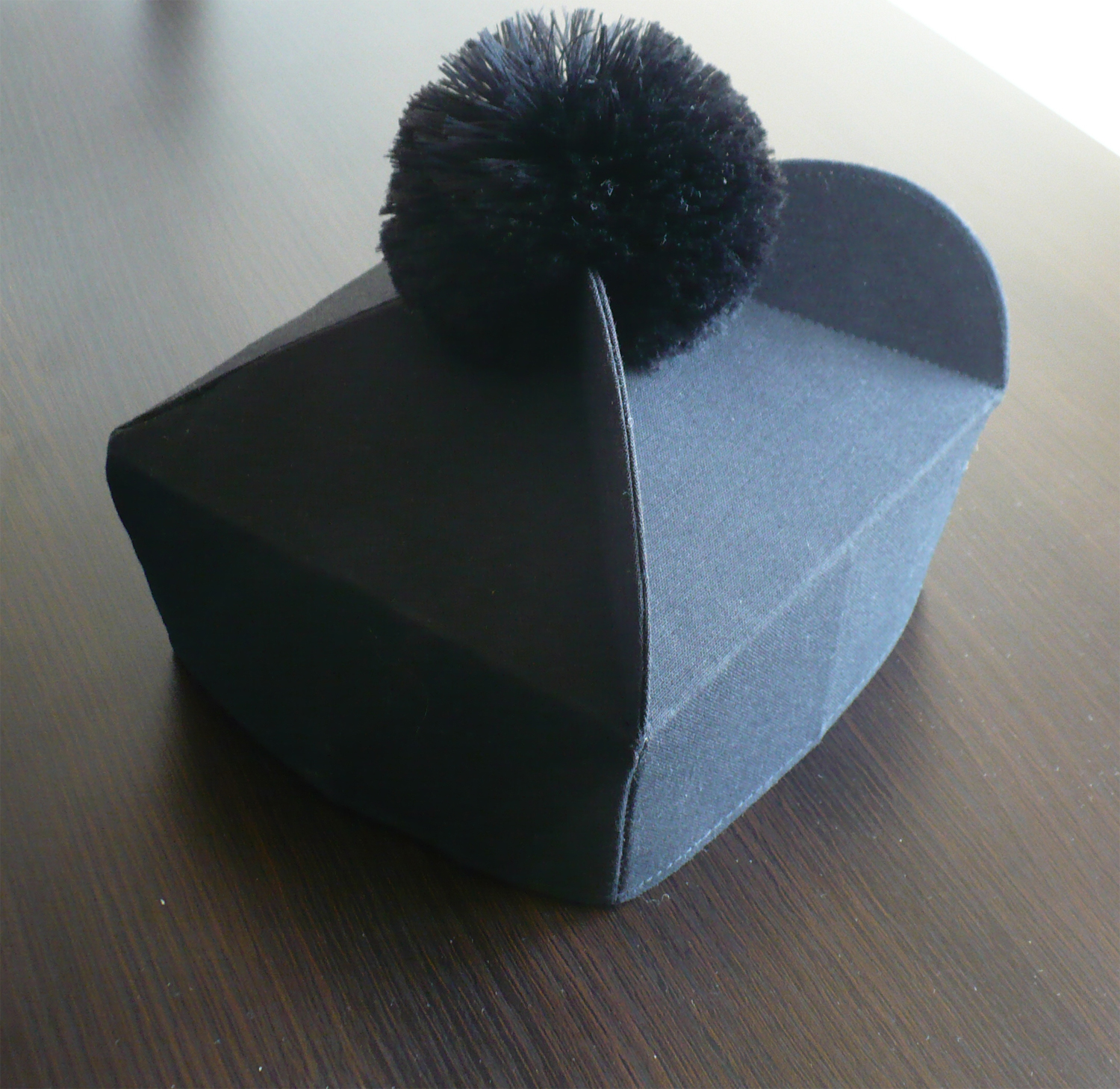
Černý biret se střapcem

- kolárek, černé ponožky, černé boty bez spony
- nepovinně fialové cingulum s třásněmi
- pektorál na řetězu
- nepovinně fialové solideo
- nepovinně pokrývka hlavy
- prsten

## Oděv kněze
Pro kněze je definován pouze oděv piánský. Existuje ale nepsaný zvyk, podle něhož se kněz může obléci na roveň oděvu chórového (na černou kleriku rochetu a na hlavu černý biret se střapcem). Rovněž každodenní oblečení řadových kněží není centrálně dáno, pravomoc je v tomto ohledu svěřena příslušné biskupské konferenci.

### Piánský oděv
- černá klerika
- kolárek, černé ponožky, černé boty bez spony
- černé cingulum se střapci (pokud má daný kněz oprávnění cingulum nosit)
- nepovinně černé ferraiolo (jen při slavnostnějších příležitostech)
- nepovinně černé solideo
- nepovinně černý klobouk (může být s černou šňůrkou a střapci), méně formálně černý biret s černým střapcem